# Florence Cushman
Florence Cushman (1860-1940) foi uma astrônoma estadunidense que trabalhou no Catálogo Henry Draper. Ela nasceu em Boston, Massachusetts em 1860, e estudou na Charlestown High School, onde se graduou em 1877. Em 1888, ela começou a trabalhar no Harvard College Observatory, contratada por Edward Pickering. Ela trabalhou extensivamente com Annie Jump Cannon no catálogo Draper, entre 1918 e 1934. Ela continuou no cargo de astrônoma no Observatório até 1937. Cushman morreu em 1940, com 80 anos.